# شین بودیسم

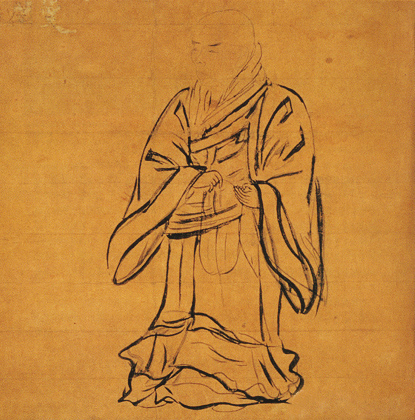
پرتره شینران، بنیان‌گذار مکتب بوداگرایی پاک‌بوم، واقع در هونگانجی غربی، کیوتو. این نقاشی جزء گنجینه ملی ژاپن تعیین شده است.

شین بودیسم یا جُودُو شینشو (به ژاپنی: 浄土真宗 じょうどしんしゅう) یکی از فرقه‌های آیین بودای پاک‌بوم در ژاپن است. در آغاز دوره کاماکورا و در سال ۱۱۷۵ میلادی توسط راهب بودایی هونئن (۱۲۱۲–۱۱۳۳) بر‌طبق تعالیم آمیداگرایی ابتدا فرقه جودو بنیان گذاشته شد و سپس این تعالیم توسط شاگرد ممتاز او شینران (۱۲۶۳–۱۱۷۳) گسترش پیدا کرد و شینران فرقه جودو شینشو را در سال ۱۲۲۴ تأسیس کرد.